# Samuel Silkin, Baron Silkin of Dulwich
Samuel Charles Silkin, Baron Silkin of Dulwich, PC, QC (* 6. März 1918 in Neath, Glamorgan, Wales; † 17. August 1988 in Oxford) war ein britischer Politiker, Anwalt und Life Peer. Von 1974 bis 1979 war er Generalstaatsanwalt (Attorney General) für England und Wales sowie Nordirland.

## Leben
Silkin war der zweitälteste Sohn des Unterhausabgeordneten Lewis Silkin (später 1. Baron Silkin). Sein jüngerer Bruder John Silkin saß ebenfalls im House of Commons.
Seine Schulbildung erhielt Silkin am Dulwich College, anschließend studierte er in Trinity Hall in Cambridge. Schon während seiner Zeit in Dulwich zeigte sich Silkin als begabter Cricketspieler und war 1936 Kapitän seiner Schulmannschaft. In Cambridge setzte er seine Sportkarriere fort, hatte jedoch wenig Erfolg und konnte kein Blue erringen. Immerhin brachte er es 1938 auf zwei First-Class-Einsätze, in denen er insgesamt als Schlagmann vier Runs und als Werfer zwei Wickets erzielen konnte.
1941 erhielt Silkin seine Zulassung als Barrister. Einige Aufmerksamkeit erregte es, als der Jude Silkin, der zu dieser Zeit Junior Reginald Pagets war, im Kriegsverbrecherprozess von 1949 gegen Erich von Manstein als Verteidiger auftrat. 1963 wurde er zum Queen’s Counsel ernannt.
Bei den Unterhauswahlen 1964 gelang es ihm, als Nachfolger von Robert Jenkins für den Wahlbezirk Dulwich ins House of Commons einzuziehen. Der Labour-Politiker Silkin behielt seinen Sitz im Parlament durchgängig, bis er sich entschloss, bei den Wahlen von 1983 nicht mehr anzutreten. Im Unterhaus diente er von 1966 bis 1970 als Vorsitzender des Ausschusses zu Europa und dem gemeinsamen Markt seiner Fraktion. Von 1968 bis 1970 war er zudem Leiter der britischen Delegation in der Parlamentarischen Versammlung des Europarates, in welchem er auch dem Rechtskomitee vorsaß. Während der Regierungszeit Edward Heaths von 1970 bis 1974 war Silkin Oppositionssprecher für rechtspolitische Fragen.
Silkin war Gründungsmitglied und von 1964 bis 1971 Vorsitzender der Society of Labour Lawyers. Von 1972 bis 1974 war er Vorsitzender des British Institute of Human Rights und 1973 Präsident des Alcohol Education Centers.
Den Höhepunkt seiner politischen Karriere erreichte Silkin 1974, als der neugewählte Premierminister Harold Wilson ihn als Generalstaatsanwalt (Attorney General) in sein Kabinett holte. Dieses Amt übte er auch unter Wilsons Nachfolger James Callaghan aus, bis 1979 die Conservative Party unter Margaret Thatcher wieder die Regierung übernahm.
Im Jahre 1985 wurde Silkin mit dem Titel Baron Silkin of Dulwich, of Northleigh in the County of Oxfordshire, in den Stand eines Life Peer erhoben. Er wurde dadurch Mitglied des House of Lords.